# Ławeczka Antoniego Suchanka w Gdyni
Ławeczka Antoniego Suchanka – ławka pomnikowa znajdująca się w Gdyni-Orłowie przy orłowskim molo, na skwerze imienia Antoniego Suchanka. Została odsłonięta 31 maja 2009. Jej autorem był gdyński rzeźbiarz Zdzisław Koseda. Pomnik powstał dzięki dziesięcioletnim staraniom Rady Dzielnicy Orłowo.
Ławeczka przedstawia polskiego malarza marynistę Antoniego Suchanka, siedzącego na ławce parkowej i pogrążonego w pracy. Obok niego na ławce leży kaseta z przyborami malarskimi.